# 尖棘十字叶虫
尖棘十字叶虫（学名：Phyllostaurus cuspidatus）为十字叶虫科十字叶虫属的动物。分布于大西洋、俾斯麦群岛、马来群岛、的里雅斯特、墨西拿、那波利湾与第勒尼安海以及中国东海等海域。